# GmbH
GmbH, в Австрия GesmbH (абревиатура от немски: Gesellschaft mit beschränkter Haftung) е дружество с ограничена отговорност, разпространена правна форма на предприятията в Германия, Австрия и Швейцария. Съществуват също вариантите mbH (използва се, когато терминът Gesellschaft е част от наименованието на компанията), както и gGmbH (gemeinnützige GmbH) за нетърговски компании.

## Уставен капитал
Минималният уставен капитал за GmbH трябва да е не по-малко от 25 000 евро  (в Австрия – 35 000 евро). При еднолична собственост уставният капитал трябва да се внесе при регистрация в пълен размер, при това част от него може да е обезпечена със записи на заповед или с банкова гаранция без фактическо внасяне на парични средства.
При двама и повече учредители всеки от тях трябва да внесе към момента на регистрация не по-малко от 25% от своята част, като сумарно трябва да се внесат не по-малко от 12 500 евро. Втората половина се внася в течение на първата година от дейността на фирмата.
Минималният размер на участие в GmbH е 100 евро.

## Структура на управление
GmbH има тризвенна структура на управление: общо събрание на членовете на дружеството, наблюдателен съвет и изпълнителен директор (Geschäftsführer).
Общото събрание решава най-важните въпроси от дейността на дружеството. Приемането на едни или други решения от събранието става на основата на мнозинство от гласовете при гласуване. Всеки 50 евро участие в GmbH дават един глас. По такъв начин всеки участник има минимум 2 гласа.
Наблюдателен съвет трябва да се създава само в случаите, предвидени в учредителния договор, или (в съответствие със закона) ако в компанията са заети повече от 500 души.
Изпълнителният директор осъществява ръководството на текущата дейност на дружеството.
Законът за дружествата с ограничена отговорност (GmbHG) в Германия влиза в сила още през 1892 г. Оттогава той многократно е коригиран и приспособяван към промените в правната действителност. Последното му изменение е от ноември 2008 г., което съществено повлиява на правата и задълженията на собственика и на управителя на GmbH.